# Василий Декаполит
Васи́лий Декаполи́т, или  Васи́лий Испове́дник (др.-греч. Βασίλειος ὁ Ὁμολογητής, ? — ~ 750) — византийский монах, христианский подвижник, преподобный, исповедник.
Василий Исповедник — ученик и сподвижник Прокопия Декаполита. Он был монахом и жил в Константинополе, в одном из монастырей. Во время иконоборческого гонения при императоре Льве Исавре вместе с Прокопием был предан многим истязаниям и посажен в тюрьму, где оба монаха находились до самой смерти императора. После смерти василевса Василий прожил около 10 лет и умер собственной смертью.
В Минологии Василия II (конец X века) под 27 февралём помещено краткое общее житие Прокопия и Василия, где оба названы исповедниками. В Синаксаре Константинопольской церкви (X век) житие Прокопия помещено 27 февраля, а житие Василия помещено 28 февраля. В Минологии Василия II помещено изображение двух преподобных. В русских календарях Василий назван Декаполитом, в греческих календарях это наименование отсутствует.